# Skaltjärnen (Hede socken, Härjedalen, 692657-136732)
Skaltjärnen är en sjö i Härjedalens kommun i Härjedalen och ingår i Ljusnans huvudavrinningsområde. Sjön har en area på 0,178 kvadratkilometer och ligger 623,3 meter över havet.

## Delavrinningsområde
Skaltjärnen ingår i det delavrinningsområde (692609-136695) som SMHI kallar för Utloppet av Skaltjärnen. Medelhöjden är 679 meter över havet och ytan är 1,44 kvadratkilometer. Det finns inga avrinningsområden uppströms utan avrinningsområdet är högsta punkten. Vattendraget som avvattnar avrinningsområdet har biflödesordning 2, vilket innebär att vattnet flödar genom totalt 2 vattendrag innan det når havet efter 339 kilometer. Avrinningsområdet består mestadels av skog (88 procent). Avrinningsområdet har 0,18 kvadratkilometer vattenytor vilket ger det en sjöprocent på 12,4 procent.